# SpaceNews
SpaceNews è una pubblicazione cartacea e digitale specializzata in notizie economiche e politiche nel settore dell'aerospazio (civile e militare) e delle comunicazioni satellitari. SpaceNews fornisce notizie, commenti e analisi a un pubblico di funzionari governativi, politici e dirigenti del settore spaziale.
SpaceNews raccoglie notizie da tutti i continenti, dalla NASA, dall'Agenzia spaziale europea e da aziende private di volo spaziale come Arianespace, International Launch Services, SpaceX e United Launch Alliance. La rivista ha articoli su figure rilevanti del settore spaziale, come leader governativi, dirigenti aziendali e altri esperti spaziali, tra cui gli amministratori della NASA Richard Truly, Daniel Goldin, Sean O'Keefe, Michael Griffin e Charles Boldin.
Fondata nel 1989, SpaceNews pubblica la sua rivista 12 volte all'anno. Brian Berger, un giornalista entrato a far parte di SpaceNews nel 1998 per occuparsi della NASA e dei veicoli di lancio riutilizzabili, è stato nominato redattore capo nel gennaio 2016.
SpaceNews produce e pubblica diverse newsletter elettroniche, tra cui First Up, First Up Satcom, SN Military.Space e SpaceNews This Week.
SpaceNews era originariamente di proprietà della Army Times Publishing Company, che fu acquisita da Gannett nel 1997- Nel 2000, Space.com (in seguito ribattezzata Imaginova) ha acquisito SpaceNews da Gannett. SpaceNews è al 2024 è di proprietà di Pocket Ventures, LLC. , che ha acquisito la pubblicazione da Imaginova nel giugno 2012.